# Leptodius sanguineus
Leptodius sanguineus är en kräftdjursart som först beskrevs av H. Milne Edwards 1834.  Leptodius sanguineus ingår i släktet Leptodius och familjen Xanthidae. Inga underarter finns listade i Catalogue of Life.